# Victory Road (2019)
Pour les articles homonymes, voir Victory Road.
Victory Road (2019) est un évènement de catch professionnel produit par la fédération américaine Impact Wrestling. Il se déroula le 14 septembre 2019 au Skyway Studios à Nashville, Tennessee. Il s'agit du dixième évènement de la chronologie des Victory Road. Il fut diffusé exclusivement sur Impact Plus.

## Contexte
Cet événement de catch professionnel présente différents matchs impliquant des catcheurs heel (méchant) et face (gentil), ils combattent sous un script écrit à l'avance

## Tableau des matches
| Ordre par numéros | Match*                                                                         | Stipulation(s)                                      |
| --- | ------------------------------------------------------------------------------ | --------------------------------------------------- |
| 1 | The North (Ethan Page et Josh Alexander) battent Fuego Del Sol and Retro Randy | Tag Team Match                                      |
| 2 | Kiera Hogan bat Desi Derata                                                    | Singles Match                                       |
| 3 | Sami Callihan bat Hawk                                                         | Singles Match                                       |
| 4 | MVP bat Chavo Guerrero Jr. (c)                                                 | Singles Match pour le WCR Heavyweight Championship  |
| 5 | Taya Valkyrie (c) bat Rosemary                                                 | Singles Match pour le Impact Knockouts Championship |
| 6 | Moose bat Stephan Bonnar                                                       | Singles Match                                       |
| 7 | Eddie Edwards bat Rohit Raju (avec Mahabali Shera) par disqualification        | Singles Match                                       |
| 8 | Brian Cage et Eddie Edwards battent Mahabali Shera et Rohit Raju               | Tag Team Match                                      |
| 9 | Michael Elgin bat TJP                                                          | Singles Match                                       |
| La lettre C placée entre parenthèses désigne la personne ou l’équipe championne en titre. * La carte peut être changée |                                                                                |                                                     |